# Robert Potter (Politiker)

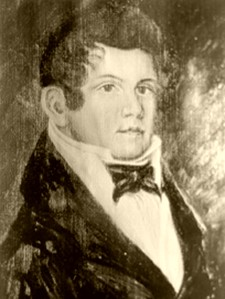
Robert Potter

Robert Potter (* um 1800 bei Williamsboro, Granville County, North Carolina; † 2. März 1842 bei Marshall, Texas) war ein US-amerikanischer Politiker. Zwischen 1829 und 1831 vertrat er den Bundesstaat North Carolina im US-Repräsentantenhaus.

## Werdegang
Das genaue Geburtsdatum von Robert Potter ist unbekannt. Er besuchte die öffentlichen Schulen seiner Heimat und diente danach zwischen 1815 und 1821 als Midshipman in der US Navy. Nach einem anschließenden Jurastudium und seiner Zulassung als Rechtsanwalt begann er in Halifax in diesem Beruf zu arbeiten. Gleichzeitig schlug er eine politische Laufbahn ein. Potter war ein Anhänger des späteren Präsidenten Andrew Jackson und wurde Mitglied der von diesem 1828 gegründeten Demokratischen Partei. Bereits zwischen 1826 und 1828 war er Abgeordneter im Repräsentantenhaus von North Carolina. Im Jahr 1827 verlegte er seinen Wohnsitz und seine Anwaltskanzlei nach Oxford.
Bei den Kongresswahlen des Jahres 1828 wurde Potter im sechsten Wahlbezirk von North Carolina in das US-Repräsentantenhaus in Washington, D.C. gewählt, wo er am 4. März 1829 die Nachfolge von Daniel Turner antrat. Nach einer Wiederwahl konnte er bis zu seinem Rücktritt im November 1831 im Kongress verbleiben. Dort wurde in jenen Jahren heftig über die Politik des ebenfalls seit 1829 amtierenden Präsidenten Andrew Jackson diskutiert. Potters Rücktritt war die Folge eines Skandals. Er hatte zwei Männer angegriffen und schwer verletzt, die ein Verhältnis mit seiner Frau gehabt haben sollen. Daraufhin wurde er zu sechs Monaten Gefängnis verurteilt. Im Jahr 1834 wurde er trotzdem noch einmal in das Repräsentantenhaus von North Carolina gewählt. Dort wurde er aber wegen des erwähnten Vorfalls ausgeschlossen. Daraufhin zog er nach Texas, das damals noch eine mexikanische Provinz war.
In Texas ließ er sich auf einer Farm nahe Marshall im Harrison County nieder. Am 2. März 1836 gehörte er der Versammlung an, die die texanische Unabhängigkeit verkündete. Während der nun folgenden texanischen Revolution war er Marineminister im Kabinett des Interimspräsidenten der Republik Texas, David G. Burnet. Zwischen 1837 und 1841 vertrat er den Red-River-Distrikt im Repräsentantenhaus von Texas. Robert Potter nahm im Jahr 1842 an einer lokalen Fehde in seiner Heimat, dem sogenannten  Regulator-Moderator War, teil und wurde dabei in der Nähe seines Anwesens von seinen Gegnern getötet. Später wurde er auf dem Texas State Cemetery in Austin beigesetzt. Das Potter County in Texas wurde nach ihm benannt.